# Ecdyonurus austriacus
Ecdyonurus austriacus is een haft uit de familie Heptageniidae. De wetenschappelijke naam van de soort is voor het eerst geldig gepubliceerd in 1958 door Kimmins.
De soort komt voor in het Palearctisch gebied.